# Gyokuro
El gyokuro (玉露?) es un té verde de Japón. Este té difiere de una variedad de té verde conocida como Sencha (煎茶?), porque crece a la sombra en vez de a pleno sol. Otro te verde que crece bajo la sombra es el kabusecha (literalmente "te cubierto"), este difiere del gyokuro en el tiempo en que el crecimiento final yace cubierto. Gyokuro yace a la sombra por aproximadamente 20 días, mientras que kabusecha aproximadamente una semana. El nombre gyokuro (literalmente "rocío de jade") se refiere al color verde pálido de la infusión. Mientras que la mayoría de los sencha vienen de la variedad Yabukita (薮北), Gyokuro es hecho con una especializada variedad de arbustos como Asahi, Okumidori, Yamakai y Saemidori. Se le considera uno de los tés más finos de Japón.